# Yozgat
Yozgat (alter Name Bozok, dt. auch Josgad) ist eine Stadt in Zentralanatolien und Hauptstadt der gleichnamigen Provinz. Zugleich ist sie Zentrum eines direkt dem Gouverneur (Vali) unterstellten Kreises, des zentralen Landkreises (Merkez). Sie liegt etwa 220 km östlich von Ankara in einem Tal der Ak-Berge.

## Landkreis
Der zentrale Landkreis (Merkez) bestand schon bei Gründung der Türkischen Republik 1923 und ist der flächenmäßig größte und bevölkerungsreichste der Provinz. Er liegt im nördlichen Teil selbiger und grenzt im Norden an die Provinz Çorum. Im Osten grenzt er an den Landkreis Sorgun, im Süden an den Kreis Boğazlıyan, im Südwesten an den Kreis Şefaatli und im Westen an den Kreis Yerköy.
Der Kreis besteht aus der Stadt (Belediye) Yozgat und 96 Dörfern (Köy). Diese haben eine Gesamtbevölkerung von 13.873 Einwohnern, also im Durchschnitt hat jedes Dorf 145 Einwohner, 38 Dörfer haben mehr Einwohner als dieser Durchschnitt. Die Palette der Einwohnerzahlen reicht von 780 (Çadırardıç) herunter bis auf 11. Die ehemaligen Dörfer Azizlibağları, Divanlı und Sarıhacılı wurden 2018 Stadtviertel (Mahalle) von Yozgat.

## Bevölkerung

### Bevölkerungsentwicklung
Nachfolgende Tabelle zeigt den vergleichenden Bevölkerungsstand am Jahresende für die Provinz, den zentralen Landkreis und die Stadt Yozgat sowie den jeweiligen Anteil an der übergeordneten Verwaltungsebene. Die Zahlen basieren auf dem 2007 eingeführten adressbasierten Einwohnerregister (ADNKS).

| Jahr | Provinz | Landkreis    | Landkreis | Stadt        | Stadt   |
| Jahr | absolut | anteilig (%) | absolut   | anteilig (%) | absolut |
| ---- | ------- | ------------ | --------- | ------------ | ------- |
| 2020 | 419.095 | 24,83        | 104.079   | 86,67        | 90.206  |
| 2019 | 421.201 | 25,23        | 106.280   | 86,55        | 91.981  |
| 2018 | 424.981 | 24,75        | 105.167   | 85,73        | 90.163  |
| 2017 | 418.650 | 24,83        | 103.965   | 85,35        | 88.730  |
| 2016 | 421.041 | 24,09        | 101.426   | 84,47        | 85.679  |
| 2015 | 419.440 | 23,42        | 98.248    | 83,38        | 81.920  |
| 2014 | 432.560 | 22,39        | 96.831    | 82,22        | 79.611  |
| 2013 | 444.211 | 21,94        | 97.443    | 81,32        | 79.240  |
| 2012 | 453.211 | 21,42        | 97.094    | 80,67        | 78.328  |
| 2011 | 465.696 | 20,69        | 96.350    | 79,65        | 76.745  |
| 2010 | 476.096 | 20,09        | 95.667    | 78,41        | 75.012  |
| 2009 | 487.365 | 19,67        | 95.853    | 77,03        | 73.835  |
| 2008 | 484.206 | 19,61        | 94.972    | 75,57        | 71.768  |
| 2007 | 492.127 | 19,36        | 95.275    | 75,76        | 72.183  |

Erkennbar ist, dass bei sinkender Provinzbevölkerung der Anteil der Stadt und des Landkreises kontinuierlich stieg.

### Volkszählungsergebnisse
Zu den Volkszählungen liegen folgende Bevölkerungsangaben über die Stadt, den Kreis, die Provinz und das Land vor:
| Region                   | 1965       | 1970       | 1975       | 1980       | 1985       | 1990       | 2000       |
| ------------------------ | ---------- | ---------- | ---------- | ---------- | ---------- | ---------- | ---------- |
| Stadt (Şehir)            | 23.081     | 27.047     | 32.501     | 36.349     | 43.686     | 50.335     | 73.930     |
| zentraler Kreis (Merkez) | 82.940     | 83.141     | 85.357     | 86.932     | 92.108     | 93.424     | 113.614    |
| Provinz (İl)             | 437.883    | 464.410    | 500.371    | 504.433    | 545.301    | 579.150    | 682.919    |
| Türkei                   | 31.391.421 | 35.605.176 | 40.347.719 | 44.736.957 | 50.664.458 | 56.473.035 | 67.803.927 |

## Klimatabelle
|                        | Jan  | Feb  | Mär  | Apr  | Mai  | Jun  | Jul  | Aug  | Sep  | Okt  | Nov  | Dez  |   |       |
| Mittl. Temperatur (°C) | −1,7 | −1,0 | 2,9  | 8,5  | 13,1 | 16,9 | 19,8 | 20,0 | 15,8 | 10,4 | 4,3  | 0,4  | ⌀ | 9,2   |
| Mittl. Tagesmax. (°C)  | 2,5  | 3,6  | 8,3  | 14,1 | 18,7 | 22,8 | 26,2 | 26,8 | 23,1 | 17,0 | 9,9  | 4,5  | ⌀ | 14,8  |
| Mittl. Tagesmin. (°C)  | −5,1 | −4,8 | −1,5 | 3,5  | 7,4  | 10,7 | 13,2 | 13,4 | 9,8  | 5,7  | 0,4  | −2,9 | ⌀ | 4,2   |
|                        |      |      |      |      |      |      |      |      |      |      |      |      |   |       |
| Niederschlag (mm)      | 64,4 | 64,4 | 64,1 | 68,5 | 60,4 | 45,3 | 16,7 | 11,1 | 19,1 | 43,3 | 71,4 | 82,1 | Σ | 610,8 |
|                        |      |      |      |      |      |      |      |      |      |      |      |      |   |       |
| Sonnenstunden (h/d)    | 3,1  | 4,1  | 5,4  | 6,6  | 8,3  | 10,2 | 11,2 | 11,0 | 9,1  | 6,7  | 4,6  | 3,0  | ⌀ | 7     |
|                        |      |      |      |      |      |      |      |      |      |      |      |      |   |       |
| Regentage (d)          | 13,0 | 13,3 | 13,1 | 13,9 | 14,0 | 9,5  | 3,6  | 2,7  | 4,2  | 8,1  | 10,4 | 13,5 | Σ | 119,3 |

| −5,1 |

| −4,8 |

| −1,5 |

| 3,5 |

| 7,4 |

| 10,7 |

| 13,2 |

| 13,4 |

| 9,8 |

| 5,7 |

| 0,4 |

| −2,9 |

| −5,1 |

| −4,8 |

| −1,5 |

| 3,5 |

| 7,4 |

| 10,7 |

| 13,2 |

| 13,4 |

| 9,8 |

| 5,7 |

| 0,4 |

| −2,9 |

## Geschichte
Die Stadt Yozgat wurde im 18. Jahrhundert von dem turkmenischen Stamm der Çapanoğlu und Sahan gegründet.
Yozgat wurde bekannt durch das sogenannte Yozgat-Verfahren. Das war nach den Auseinandersetzungen zwischen den Osmanen und Armeniern und dem Völkermord an den Armeniern der erste Prozess des Kriegsgerichtshofes, der in 18 Sitzungen Anfang 1919 stattfand.

## Sehenswürdigkeiten
Sehenswürdigkeiten sind das Archäologische Museum sowie die Ausgrabungen aus der Zeit der Hethiter, der Nationalpark Çamlık, das Ethnografische Museum, die Süleyman-Bey-Moschee, die Thermalquellen von Sarıkaya, die Ruinen der antiken Stadt Tavium, die Moscheen von Yanıklar in Yozgat und Yerköy sowie der Uhrturm von Yozgat.

## Sport
Yimpaş Yozgatspor ist ein Fußballverein aus Yozgat, welcher in der Saison 2007/08 in der Türkiye Futbol Federasyonu 2. Lig, der dritthöchsten Spielklasse der Türkei spielt. Die Vereinsfarben sind Schwarz und Rot.
Yozgatspor (YYS) wurde 1959 gegründet. YYS spielt seit der Gründung in den professionellen Ligen der Türkei. Seinen größten Erfolg feierte Yozgatspor in der Saison 1999/2000 mit dem Aufstieg in die damalige türkische erste Liga (Birinci Lig), welche ein Jahr später in die türkische Süper Lig umbenannt wurde.

## Wirtschaft
Yozgat ist Sitz der in den 1970er Jahren gegründeten Yibitaş Holding und der 1982 gegründeten Yimpaş Holding, welche heute in der Türkei, in Asien (vor allem in den Turk-Ländern) und in Europa in den Bereichen Textil und Nahrungsmittel tätig ist.
Gegen den Yimpaş-Geschäftsführer Dursun Uyar, vormals Chefbuchhalter von Yibitaş, liegt seit 2005 ein in Deutschland ausgestellter internationaler Haftbefehl vor.
Die Handelskammer zeichnete Dursun Uyar noch im November 2006 für „den Erfolg von vier Yimpaş-Exportunternehmen und die von ihnen gezahlten hohen Steuern“ aus.

## Bildung
Im Jahr 2006 wurde die Bozok Üniversitesi gegründet, die in 8 Fakultäten und den angegliederten Schulen und Instituten eine wichtige Bildungsinstitution der Region ist.

## Persönlichkeiten
- Yusuf Ziya Bahadınlı (1927–2025), Schriftsteller
- Ekrem Dumanlı (* 1964), Journalist
- Ahmet Hakan (* 1967), Journalist und Publizist
- Remzi Kaplan  (* 1960), Geschäftsmann
- Hüseyin Avni Karslıoğlu (* 1956), Botschafter in Deutschland
- Rıza Kayaalp (* 1989), Ringer
- Mehmet Yıldız (* 1981), Fußballspieler